# HD-4
El HD-4 o Hydrodome número 4 fue un modelo pionero de investigación de embarcación hidroala desarrollado por el científico Alexander Graham Bell; ideado y construido en el Bell Boatyard de Beinn Bhreagh, un astillero canadiense próximo a las instalaciones de Bell en Baddeck, Nueva Escocia. En 1919 logró la plusmarca mundial de velocidad para un vehículo marino, con un registro de 114,04 km/h (70,86 millas por hora).

## Historia
En un artículo del Scientific American de marzo de 1906, el pionero estadounidense William E. Meacham explicaba el principio básico del hidroala y de las embarcaciones denominadas hidroplanos. Bell consideraba que la invención del hidroplano posiblemente sería un logro muy significativo. Frederick Baldwin, asistente de Bell, estudió el trabajo del inventor italiano Enrico Forlanini y empezó a probar modelos basados en sus diseños, encaminados al desarrollo de una embarcación hidroala. Las primeras pruebas comenzaron en el verano de 1908. Durante su gira mundial de 1910–1911, Bell y Baldwin conocieron a Forlanini en Italia, donde  navegaron con su hidroala en el Lago Mayor. Baldwin se refirió a la sensación de esta experiencia, describiéndola "tan suave como si estuviese volando". 
Tras regresar al laboratorio principal, continuaron sus pruebas con diseños sucesivos, que culminaron en el HD-4. En 1913 Bell contrató a Walter Pinaud (diseñador y constructor de yates de Sídney, propietario de un astillero en Westmount) para que trabajase en los pontones del HD-4. La experiencia de Pinaud en la construcción de embarcaciones le permitió introducir cambios útiles en el diseño del HD-4. Después de la Primera Guerra Mundial se retomaron los trabajos del HD-4. El informe enviado por Bell a la Marina de los EE. UU. le permitió disponer de dos motores de 350 caballos (260 kW) Liberty L-12 en julio de 1919. 
Los trabajos iniciados en el verano de 1908 (con la idea inicial del hidroala como una posible ayuda para el despegue de los hidroaviones) se culminaron el 9 de septiembre de 1919 en el canadiense lago Bras d'Or (Baddeck), cuando el HD-4 estableció un récord mundial de velocidad marino de 114,04 km/h, marca que perduró durante dos décadas.

## Exposición en un museo

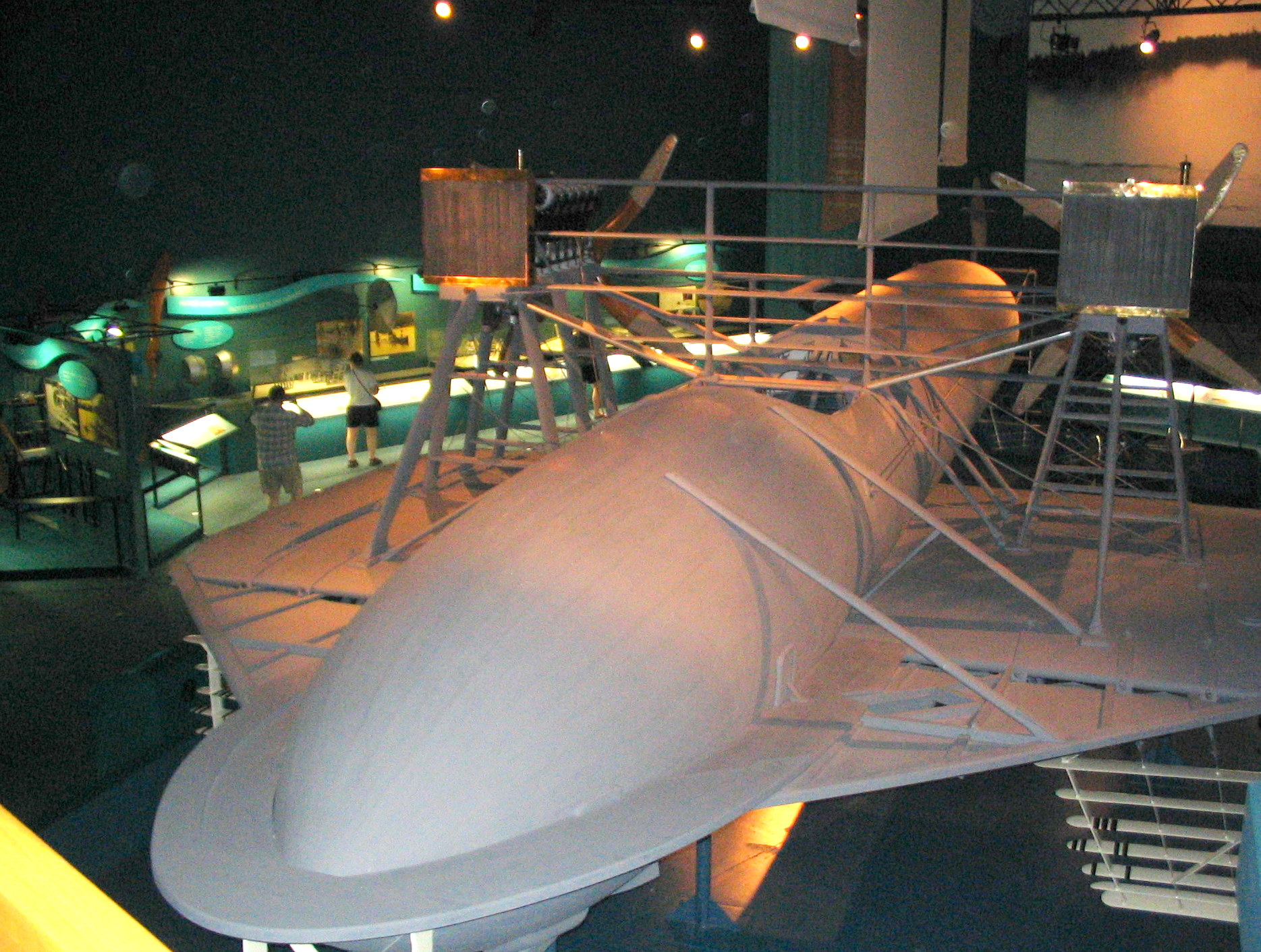
El hidroala HD-4 en el Museo Alexander Graham Bell

Un réplica a escala real del Bell HD-4 se exhibe en el Museo Alexander Graham Bell de Baddeck (Nueva Escocia, Canadá).